# Chilensk sandabborre
Chilensk sandabborre (Pinguipes chilensis) är en fiskart som beskrevs av Valenciennes, 1833. Chilensk sandabborre ingår i släktet Pinguipes och familjen Pinguipedidae. Inga underarter finns listade i Catalogue of Life.